# Rozentheater

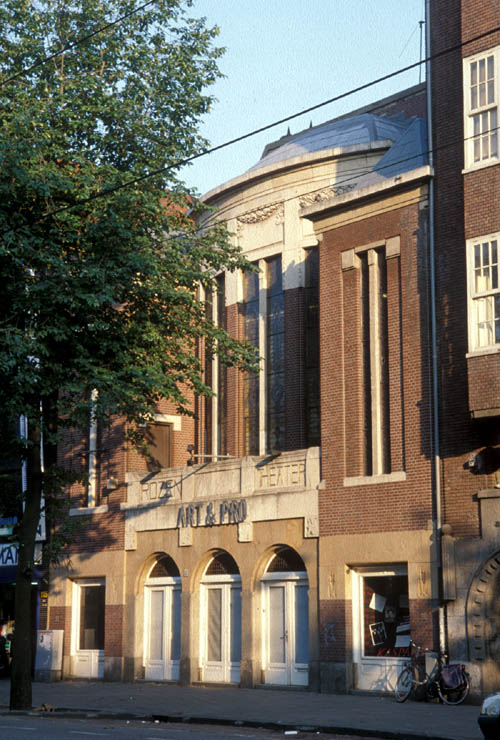
Gevel van het Rozentheater. Foto: bma.amsterdam.nl.

Het Rozentheater aan de Rozengracht 117 in Amsterdam werd in 1913 geopend als bioscoop, maar vanaf 1918 werden er ook variétévoorstellingen gegeven. Het ontwerp is van de hand van de architecten Z.D. Gulden en M. Geldmaker. Het theater is enkele malen van naam veranderd. Het heette achtereenvolgens Asta (1926-1948), Capitol (1948-1971), Mickery (1972-1988). Sinds 1994 heet het weer Rozentheater. Sinds 2013 is het Rozentheater het huis van Boom Chicago.